# Kelemen Mikes
Dans le nom hongrois Mikes Kelemen, le nom de famille précède le prénom, mais cet article utilise l’ordre habituel en français Kelemen Mikes, où le prénom précède le nom.
Compléments
Chroniqueur de François II Rákóczi
Kelemen Mikes ([ˈkɛlɛmɛn], [ˈmikɛʃ] ; zágoni Mikes Kelemen en hongrois) (1690-1761), est un chroniqueur, un poète et un militaire hongrois du XVIIIe siècle. 

## Biographie

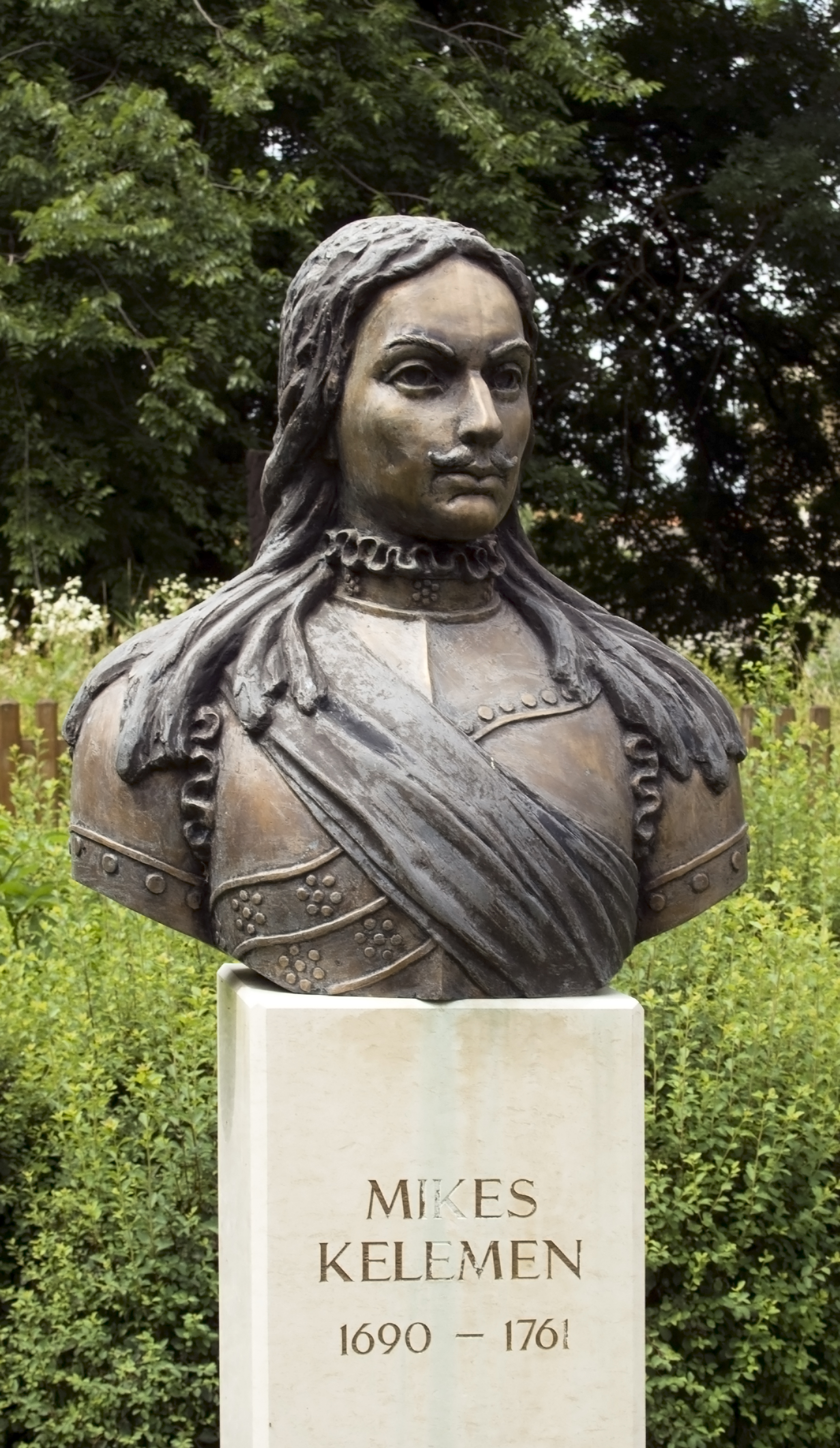
Buste de Kelemen Mikes à Vaja.

Né à Zágon, il grandit à Zabola. Politique hongrois de Transylvanie, Mikes s'oppose et combat l'absolutisme des Habsbourgs. Il doit cependant fuir et se réfugie successivement en  Pologne-Lituanie, en France puis dans l'Empire ottoman. En exil à Tekirdağ avec le prince François II Rákóczi, il achève et publie ses essais. Il y décède en 1761. 
Essayiste, il est désigné comme le « Goethe hongrois ». Il est célèbre pour ses Lettres de Turquie (en). Il jette avec celles-ci les bases de la prose hongroise et est ainsi considéré comme l'un des premiers poètes hongrois à écrire en prose.

## Sources
- Lóránt Czigány : A History of Hungarian Literature: From the Earliest Times to the mid-1970's, Clarendon Press, 1984
- Kun Zsuzsanna, Maczák Ibolya : Mikes Kelemen válogatott bibliográfia: Hopp Lajos anyaggyűjtésének felhasználásával, Összeáll